# Skandinavismus

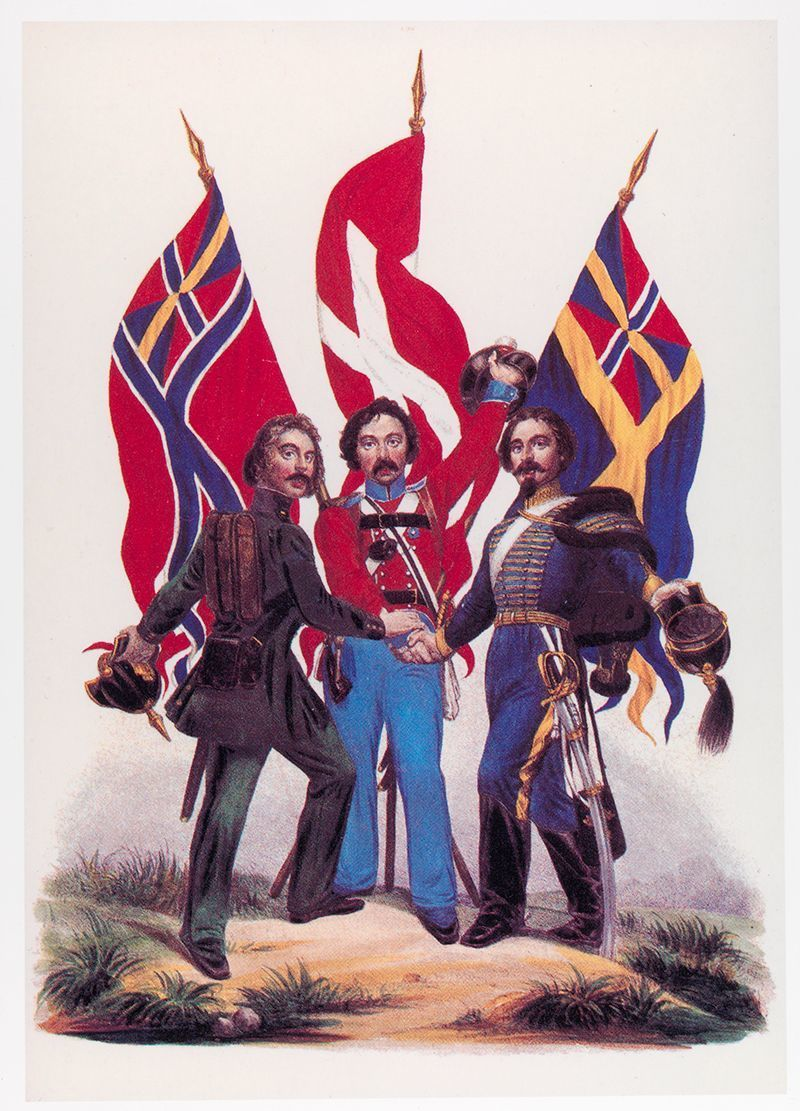
Skandinavische Flaggen zur Zeit der norwegisch-schwedischen Union

Skandinavismus  ist die Bezeichnung für eine politische Bewegung, die im 19. Jahrhundert eine Annäherung oder Vereinigung der skandinavischen Länder anstrebte. Ein mögliches Ziel war der Anschluss Dänemarks an die damals bereits bestehende schwedisch-norwegische Union.
Hintergrund dieser Bewegung war die Sorge vor einem von Deutschland ausgehenden Pangermanismus sowie die Angst vor einer Expansion des Russischen Zarenreiches. Die Bewegung wurde hauptsächlich von Akademikern, Studenten und Künstlern getragen. Einen Höhepunkt erreichte sie während der deutsch-dänischen Kriege der Jahre 1848–1851 sowie 1864, als schwedische und norwegische Freiwillige auf der Seite Dänemarks in die Kriege um Schleswig (Sønderjylland) zogen.

## Die Anfänge
Die ersten Anfänge sind schon im 18. Jahrhundert in den wissenschaftlichen und kulturellen Kreisen Dänemarks zu finden und waren ein Ausfluss des „Weltbürgergedankens“. Die Konflikte zwischen den skandinavischen Ländern – wie beispielsweise die dänisch-schwedischen Kriege um Schonen, Halland und Blekinge im 17. und 18. Jahrhundert und letztlich der Verlust dieser Gebiete an Schweden – spielten kaum noch eine Rolle; man wollte sich stattdessen als „skandinavische Brüder“ wahrnehmen. Das Wort „skandinavisch“ kam allmählich in den allgemeinen Sprachschatz. Man bezeichnet diesen Abschnitt auch als „Prä-Skandinavismus“. Bedeutend war dabei die Zusammenarbeit in der Liga für Bewaffnete Neutralität und der Besuch König Gustavs III. von Schweden 1787 in Kopenhagen, obwohl schon 1788 Schweden und Dänemark wieder miteinander im Krieg lagen. 1792 hielt der dänische Professor Frederik Sneedorff in der „Nordischen Gesellschaft“ in London einen Vortrag über die Wichtigkeit der Vereinigung der drei nordischen Länder. 1796 wurde die „Nordische Literaturgesellschaft“ (Skandinavisk literatur-selskab) in Kopenhagen gegründet. Im gleichen Jahr erschien die erste skandinavische Zeitschrift, Skandinaviske Museum. Die Gesellschaft war ab 1839 in Auflösung begriffen und endete 1850. Inzwischen waren andere, stärker skandinavistisch geprägte Gesellschaften entstanden. Aber um 1800, insbesondere durch die Napoleonischen Kriege und den dänisch-schwedischen Krieg, brach diese Entwicklung vorübergehend ab. Die Loslösung Norwegens von Dänemark und Hinwendung an Schweden im Kieler Frieden beendeten zunächst jeglichen Skandinavismus. Doch die Kulturverbindungen, insbesondere auf literarischem Gebiet, rissen nie ganz ab.

## Der Neuanfang
1828 und in den folgenden Jahren griff der Skandinavismus zuerst unter den Studenten und Professoren Kopenhagens, Lunds und Uppsalas um sich. Vom eigentlichen Skandinavismus im Gegensatz zum Prä-Skandinavismus spricht man erst, wenn es um die Zeit nach 1830 geht, und er hatte seinen Ursprung in Dänemark. Der Däne Frederik Barfod, enthusiastischer Anhänger des Skandinavismus, gründete die nordische Zeitung Brage og Idun, und 1839 hielt die „Skandinavische Naturforschende Gesellschaft“ ihre erste gemeinsame Sitzung in Göteborg ab. In Schweden fiel dies mit den liberalen Bestrebungen zusammen, die sich gegen die Tendenz des Königs Karl Johan von Schweden zur eigenmächtigen Leitung des Staates und sein gutes Verhältnis zum absolutistischen Zarenreich richteten. Der König wollte daher vom Skandinavismus nichts wissen. In den 30er Jahren des 19. Jahrhunderts traten in Dänemark die „Nationalliberalen“ auf, deren Führer Orla Lehmann und Carl Ploug waren. Sie gaben die Zeitung Fædrelandet heraus. Es ging dabei zunächst um die Integration des Herzogtums Schleswig in den dänischen Staat. Schleswig war ein dänisches Lehen mit dem König als regierendem Herzog, stand jedoch als Herzogtum formell außerhalb des eigentlichen Königreiches. Man glaubte, für eine stärkere Anbindung Schleswigs an Dänemark die Unterstützung der übrigen nordischen Staaten – insbesondere Schwedens – zu benötigen, und erklärte die Verteidigung der Eidergrenze zur gemeinskandinavischen Aufgabe. In Schweden lag der Skandinavismus auf Grund des gespannten Verhältnisses zu Russland ebenfalls nahe. Im ungefährdeten Norwegen hatte er dagegen weniger Anklang und wurde erst nach 1840 bedeutend. Mit dem Tod der Rivalen Karl Johann von Schweden (1844) und Christian VIII. von Dänemark (1848) eröffnete sich die Chance auf Aussöhnung und Zusammenarbeit. Das Verhalten der skandinavischen Länder im Krieg 1848–1851 zeigte allerdings, dass die politische Landschaft für solche Ziele völlig ungeeignet war. 1862 stellte Ploug in einer Rede fest, dass sich hinter dem Begriff „Skandinavismus“ völlig heterogene Ziele verbargen: Manche wollten eine dynastische Einheit, andere nicht; Manche wollten einen Gesamtstaat mit einem Unionsparlament oder sogar einem einzigen Volk und einer Sprache, andere waren bescheidener und traten nur für die Abschaffung der Großschreibung im Norwegischen und Dänischen und die Einführung des schwedischen Å ein, wie Ploug sarkastisch bemerkte.

### Der „Studentenskandinavismus“

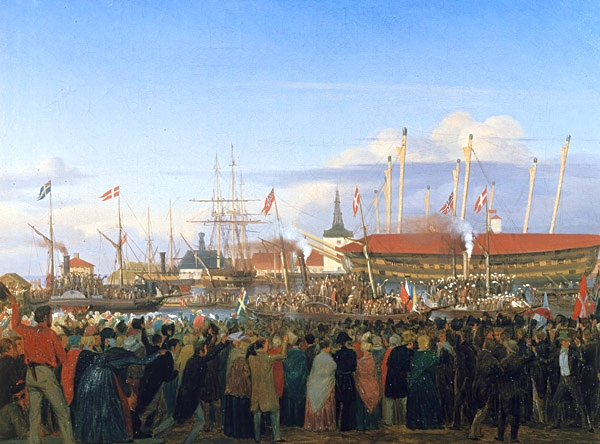
Skandinavisches Studententreffen in Kopenhagen, 1845

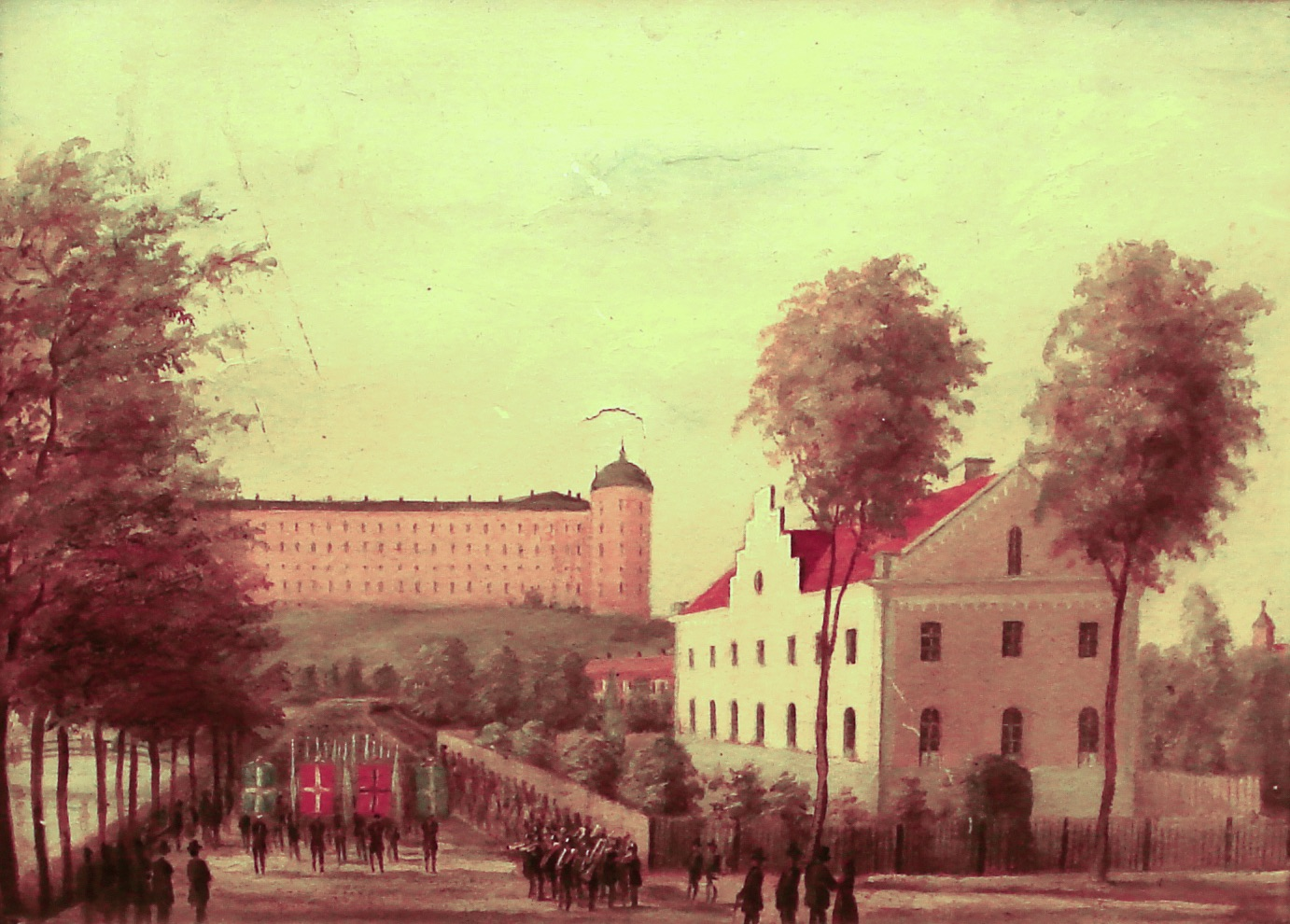
Skandinavisches Studententreffen in Uppsala, 1856

Diese Bestrebungen trafen zunächst auf die Sympathie schwedischer Studenten, dann auch in Norwegen. Es wurde die Zeit des „Studentenskandinavismus“. Er begann 1838 mit einer dänisch-schwedischen Studentenversammlung auf einer Eisfläche am Öresund. Dann folgten eine Reihe Treffen von Studenten aus Kopenhagen und Lund. Zentrale Personen waren damals Frederik Barfod, Carl Ploug und Orla Lehmann. Bei einem Besuch von Studenten aus Lund 1842 hielt Frederik Barfod eine Rede über die skandinavische Einheit und Freiheit. 1843 fand ein großes Treffen von Studenten aus Kopenhagen und Lund in Uppsala statt. Auf der Reise dorthin hielt Ploug in Kalmar eine viel beachtete Rede, in der er Schweden aufforderte, am Kampf um Schleswig teilzunehmen, wobei er auch auf den Verlust Finnlands an Russland verwies. Die Rede wurde in Fædrelandet gedruckt, aber konfisziert. Ploug wurde von der dänischen Obrigkeit angeklagt, weil man anderenfalls russische Reaktionen befürchten musste, aber er wurde nicht verurteilt. In seiner Verteidigungsschrift forderte Ploug eine nordische Verteidigungsgemeinschaft und eine Zollunion.
1843 hatte sich in Kopenhagen auch eine „Skandinavische Gesellschaft“ gebildet. In der Genehmigung der Gesellschaft wurden politische Aktivitäten und Diskussionen ausdrücklich verboten. Die Mitgliederzahl stieg rasch auf 900. Man hielt Vorträge, verfasste ein skandinavisches Wörterbuch und gründete eine Bibliothek. Im gleichen Jahr entstand auch ein skandinavistischer Verein in Uppsala mit ähnlicher Zielrichtung. 1845 fand ein weiteres Treffen in Kopenhagen unter Beteiligung von Studenten aller drei skandinavischer Länder statt. Orla Lehmann hielt am Rathaus zu Kopenhagen eine zündende Rede, in welcher er die gemeinsame Geschichte beschwor. Er brachte die Studenten dazu, eine „Blutsbrüderschaft“ zwischen den Vaterländern zu beschwören. Bei den damaligen politischen Verhältnissen war die Vision jedoch undurchführbar, und Lehmann wurde wegen der Rede eines Majestätsverbrechens angeklagt. Er wand sich aber heraus, indem er in seiner Verteidigung dynastische Fragen ausklammerte und sich nur auf die Rechtsvereinheitlichung sowie den Zoll- und Münzverein bezog. Seine Rede hatte allerdings lange Nachwirkungen in der Geschichte des Skandinavismus, denn dadurch kam die Verteidigung Schleswigs gegen Preußen in das Ideengut des Skandinavismus.

### Der Kulturskandinavismus

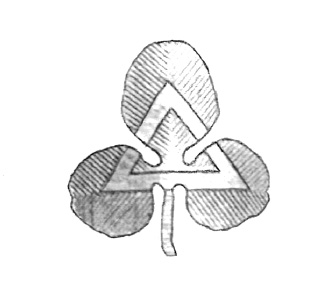
Logo des Skandinavismus. Erstmals auf Nordisk Universitets-Tidskrift. Es sollte die Zusammengehörigkeit der drei Länder Dänemark, Schweden und Norwegen ausdrücken.

Dem Skandinavismus lag die Idee einer gemeinsamen Abstammung und eines gemeinsamen Kulturerbes zu Grunde. Es kam zu Bestrebungen, die Verbindung der skandinavischen Universitäten zu intensivieren. Der Dozent Lysander von der Universität Lund klagte, dass sich zwar die Professoren teilweise kannten, und er wies in dem Zusammenhang auf die Treffen der Naturforscher hin. Aber die Universitäten selbst seien einander zu wenig bekannt, und er forderte gemeinsame Institutionen. Dieser Vorschlag wurde 45 Jahre später durch die nordischen akademischen Tagungen aufgegriffen. 1854 bis 1864 erschien die Nordisk Universitets-Tidskrift als erster Schritt. Sie wurde von den vier Universitäten Christiania, Kopenhagen, Uppsala und Lund herausgegeben. Die Zeitschrift wurde 1866 bis 1871 als mehr skandinavistisches Organ unter dem Namen Nordisk Tidskrift för Politik, Ekonomi och Literatur fortgesetzt. 1900–1906 wurde sie zur Nordisk Universitets-Tidskrift. In der Skandinavismus-Bewegung galt die Zusammenarbeit der Universitäten weithin als Keimzelle für das große Ziel der skandinavischen Vereinigung. Das Logo des Skandinavismus war das dreiblättrige Kleeblatt mit eingefügtem Dreieck, das vom ersten Herausgeber der Nordisk Universitets-Tidskrift Martin Hammerich entwickelt worden war. Es wurde rasch akzeptiert und befand sich auf vielen Fahnen der damaligen skandinavischen Studententreffen.
Als Dänemark am Ende nun doch alleingelassen den Krieg gegen Preußen und Österreich 1864 verloren hatte, kam es im Frieden von Wien zu einer Regelung der schleswig-holsteinischen Frage, die den politischen Skandinavismus beendete. Aber die Bitterkeit der Niederlage sorgte für das Entstehen von Vereinigungen, die den Skandinavismus weiter pflegten: In Dänemark „Nordisk samfund“, in Schweden „Nordiska nationalföreningen“ und in Norwegen „Skandinavisk selskab“. Gleichzeitig weiteten sich die gemeinsamen Fachkongresse aus.

### Die Skandinavischen Vereine
1846 hielt Carl Jonas Love Almqvist einen Vortrag vor „Det Skandinaviske Selskab“: Om skandinavismens utförbarhet, in dem er eines der ersten praktischen Programme entwickelte: Gleichheit der Verfassungen, Zollverein, gemeinschaftliche Entwicklung der Rechts, Münz- und Postgemeinschaft und eine offensive oder defensive Allianz der drei nordischen Reiche. Dieses Programm blieb mit Variationen Teil der skandinavistischen Programmatik.
Die frühen skandinavistischen Vereine waren nur von kurzer Dauer; die Gesellschaft in Kopenhagen etwa wurde 1856 aufgelöst. 1864 kam es jedoch zur Gründung neuer Vereine.

#### Skandinavisk Selskab
Die „Skandinavisk Selskab“ in Christiania wurde am 31. Mai 1864 gegründet und war eine Reaktion auf den Beschluss des Stortings über den Vorbehalt in der Mittelbewilligung für das Militär. Sowohl in Norwegen als auch in Schweden war der Vorbehalt gemacht worden, dass eine Großmacht Dänemark unterstützen werde. Das war die Art, wie man dem unerwünschten Kriegsengagement ausweichen konnte. Die meisten Mitglieder der Gesellschaft entstammten den Universitäts- und Beamtenkreisen in Christiania. Viele von ihnen waren überzeugte Anhänger des Skandinavismus und hatten früher an den Studententreffen teilgenommen. Führende Männer waren Michael Birkeland, Ole Jacob Broch, Ludvig Kristensen Daa und Torkel Halvorsen Aschehoug. Das erklärte Programm war, unter Bewahrung der Selbständigkeit eines jeden Volkes eine nähere politische Verbindung zwischen diesen Völkern zu bewirken. Es kam zu einer Gastvorlesungsordnung zwischen den skandinavischen Universitäten, wenn auch die staatliche Finanzierung vom antiskandinavistischen Storting abgelehnt wurde. Der Verein hatte aber nur einen geringen Rückhalt in der Bevölkerung. Das machte sich in der Auseinandersetzung über die Revision der Unionsakte mit Schweden 1867 bemerkbar. Der Verein setzte sich dabei für einen engeren Zusammenschluss mit Schweden ein, in den dann später auch Dänemark einbezogen werden sollte. Andere Anhänger des Skandinavismus in Norwegen, wie Bjørnstjerne Bjørnson und Bernhard Dunker standen dem Verein ablehnend gegenüber und kritisierten dessen voreiliges Eingehen auf die schwedischen Vorstellungen über die Entwicklung der Union. Sein Klagen über die Verweigerung der Teilnahme am dänisch-deutschen Krieg und Überlegungen zur Rückeroberung Schleswigs machten ihn unpopulär.

#### Nordiska Nationalföreningen
Am 6. September 1864 wurde in Stockholm der Verein „Nordiska Nationalföreningen“ gegründet. Er erhielt bald eine Abteilung in Lund und einen Schwesterverein „Nordisk Förening“ in Göteborg. Ziel war die Arbeit für eine politische Vereinigung zum Schutz der nordischen Nationalität und Freiheit in Form einer nordischen Föderation mit gemeinsamer Außen- und Verteidigungspolitik. Der Verein sollte mit den entsprechenden Vereinen in Norwegen und Dänemark in Verbindung treten. Zentrale Person war August Sohlmann, Redakteur der Zeitung Aftonbladet. Mit dem ersten öffentlichen Auftreten wartete man, bis man 300 Mitglieder hatte. Im März 1865 war es soweit. Die Eröffnungsrede befasste sich mit den Möglichkeiten eines gemeinsamen skandinavischen Verteidigungssystems. Später schlug die Gesellschaft dem Reichstag eine Verbesserung der Zusammenarbeit auf dem Gebiet der Post vor. Ab 1867 wurde eine skandinavische Postunion mit gemeinsamen Tarifen gegründet.

#### Nordisk Samfund
In Dänemark stand der Skandinavismus nach 1864 nicht hoch im Kurs. 1868 war er einer der Hauptstreitpunkte zwischen den politischen Parteien. Die mehr links orientierten Kräfte hielten eher am Skandinavismus fest. Treibende Kraft zur Gründung des Vereins „Nordisk Samfund“ war Carl Rosenberg. Ploug war nur abwartend dabei. Ziel war es, mit allen rechtlichen Mitteln die größtmögliche Gemeinschaft zwischen den drei nordischen Reichen herzustellen und deren Verschmelzung vorzubereiten, wobei nach innen die Unabhängigkeit gewahrt werden sollte. Der Verein trat am 17. November 1866 mit 1.000 Mitgliedern an die Öffentlichkeit. 1868 wurde eine Versammlungskampagne für das ganze Land gestartet. Es gab 25 Versammlungen, aber der Erfolg war bescheiden.

#### Brödrafolkens väl
„Brödrafolkens väl“ (dt. das Wohl des Brüdervolkes), der Wahlspruch König Oscars II. bis 1905, war der Name eines schwedisch-norwegischen Vereins. In Norwegen hieß er „Broderfolkenes vel“. Er hatte das Ziel, das gegenseitige Verständnis der beiden Völker zu vertiefen. Er war von A. Lange, einem der Konservatoren des Eidsvoll-Museums, anlässlich der Unionsfeier 1902 gegründet worden. Auf der konstituierenden Sitzung am Holmenkollen bei Christiania am 14. April 1903 hatte man den Wahlspruch des Königs zum Namen erkoren. Es gab eine schwedische und eine norwegische Abteilung mit gesonderter Verwaltung. Sie wollten zu besonderen Anlässen wechselseitig in den beiden Ländern zu Vollversammlungen zusammentreten. Die einzige Vollversammlung fand 1904 in Stockholm statt. Die schwedische Abteilung wurde am 31. Oktober, die norwegische am 15. Dezember 1906 aufgelöst. Der Verein hatte zum Schluss um die 3 500 Mitglieder, gleichmäßig auf die beiden Länder verteilt. Die norwegische Abteilung schenkte ihr Vermögen einem Fonds, der das Verständnis und die Beziehungen zwischen den Völkern der skandinavischen Halbinsel fördern solle, wenn die Zeit dafür gekommen sei. Über den endgültigen Verbleib des Geldes ist nichts bekannt.

### Skandinavistische Presse
Die wichtigste skandinavistische Zeitschrift war Nordisk tidskrift för politik, vetenskap och ekonomi, die in Lund von 1866 bis 1870/1871 erschien. Sie enthielt Beiträge aus allen drei skandinavischen Ländern. Aus Norwegen war Sophus Bugge einer der Hauptautoren. Die Zeitschrift brachte Mitteilungen aus den nationalen Vereinen, Literaturübersichten und Artikel von allgemeinskandinavischem Interesse, auch zu geopolitischen und historischen Fragen. In Dänemark kam eine Schriftenserie vom Nordisk Samfund heraus, und in Norwegen erschien die Zeitschrift Norden. 1877/1878 kam noch als betont skandinavistisches Organ die Nordisk tidskrift för vetenskap, konst och industri heraus.

### Die politische Entwicklung

König Friedrich VII. von Dänemark

Mit dem Deutsch-Dänischen Krieg von 1864 und vor allem dem Verlust des Herzogtums Schleswig an Deutschland ging eine Schwächung der skandinavistischen Bewegung einher.
Als König Friedrich VII. unter dem Druck der dänischen Nationalliberalen das Ende des dänischen Absolutismus verkündete und eine gemeinsame Verfassung für Dänemark und die Herzogtümer (also den Dänischen Gesamtstaat) ankündigte, kam es in den Herzogtümern Schleswig und Holstein zu einem Aufruhr der deutsch-nationalliberalen Bewegung, der auch von der Frankfurter Nationalversammlung in der Paulskirche unterstützt wurde. Friedrich wandte sich an das Königreich Schweden um Hilfe und wurde von der dortigen Presse sowie derjenigen Norwegens unterstützt.
Sowohl das schwedische als auch das dänische Königshaus und führende Politiker begannen den Zusammenschluss der drei skandinavischen Länder zu erörtern. Ziel war ein Gegengewicht zur Macht von Russland im Osten und Deutschland im Süden. Am leichtesten, so glaubte man, wäre es, wenn das Haus Bernadotte in Schweden nach dem Tode des kinderlosen Friedrich VII. von Dänemark den dänischen Thron bestiege. In den Konferenzen in London 1850 und 1852 wurde die Schleswig-Holsteinische Frage geregelt und gleichzeitig eine Thronfolgeregelung bestimmt, die einen gemeinsamen König für Dänemark und Schweden ausschloss.
1856 hielt König Oskar mehrere Reden vor Studenten über die Vereinigung Skandinaviens. Sein Satz „Von jetzt an ist ein Krieg zwischen den skandinavischen Brüdern unmöglich“ floss rasch in viele spätere Reden ein. Es begannen dänisch-schwedische Geheimverhandlungen über einen nordischen Verteidigungsbund. Aber sie kamen zu keinem Ergebnis. Dänemark lehnte einen nordischen Unionsstaat ab. Andererseits machten die norwegische und die schwedische Regierung eine militärische Unterstützung Dänemarks davon abhängig, dass auch eine der Großmächte ihm beistehen würde. Außerdem störte sie, dass Holstein nicht einbezogen war. In Norwegen standen insbesondere auch die Bauern einer militärischen Unterstützung Dänemarks ablehnend gegenüber. Damit war 1857 der Plan zu einem Verteidigungsbündnis gescheitert. Schweden hielt sich zurück, solange nicht dänische Kernlande angegriffen würden. Damit war der politische Skandinavismus im Kern getroffen.
Es kam zu einer Annäherung zwischen Russland und Frankreich. Das französische Außenministerium warnte davor, sich an skandinavische Illusionen zu binden, und das neue schwedische Kabinett nahm eine betont antiskandinavistische Haltung ein.
Im Deutsch-Dänischen Krieg von 1864, der zum Verlust Schleswigs und Holsteins führte, fühlte sich Dänemark von den übrigen Skandinaviern im Stich gelassen. Christopher Bruun hielt flammende Reden im Studentenverband, aber es kamen allenfalls einige studentische Freiwillige zur Unterstützung nach Dänemark. Da Norwegen noch von Schweden dominiert wurde, richtete sich die Enttäuschung vorwiegend gegen Schweden. Diese Ereignisse schwächten den Skandinavismus in Dänemark und beendeten den politischen Skandinavismus. Der Begriff „Skandinavismus“ wurde fortan gemieden. Aber das wirkliche Ende kam erst nach dem deutsch-französischen Krieg und der Etablierung des Kaiserreiches 1871. In der Zeitschrift Fædrelandet wurde der Begriff 1871 letztmals verwendet.

## Der Skandinavismus um 1900
Um die Jahrhundertwende zum 20. Jahrhundert kam es zu neuerlicher Blüte des Skandinavismus, die als Neu-Skandinavismus bezeichnet wird. Neue skandinavistische Gesellschaften wurden gegründet, und es kam wieder zu gemeinsamen Kongressen. Das Programm war durchweg vom Kulturskandinavismus geprägt. Sie hatten aber nur einen begrenzten Rückhalt im Volk, am ehesten noch im akademischen Milieu Dänemarks und Schwedens. Immerhin schwelte der norwegisch-schwedische Unionsstreit, und ein wachsender Nationalismus machte sich in beiden Ländern bemerkbar. Daher ging es bei den Treffen zwischen Norwegern und Schweden vorwiegend um das Verhältnis zwischen den beiden Ländern. Die Norweger, insbesondere die Linken, traten für eine Gleichwertigkeit innerhalb der Union ein, während die schwedische Seite, insbesondere die Nationalkonservativen, auf den Kieler Vertrag verweisend die Vorherrschaft Schwedens betonten.
1895 war es zum Konsulatsstreit und zum Flaggenstreit gekommen. Norwegen hatte eine dreimal so große Handelsflotte wie Schweden und drängte auf eine eigene konsularische Vertretung im Ausland. Da der König dies ablehnte, rüstete Norwegen zum Krieg. Bei der Flagge ging es darum, eine norwegische Flagge ohne Unionsfeld zu haben. Auch dies lehnte der König ab. Durch drei gleichlautende Beschlüsse des Stortings wurde das Veto nach der Verfassung überwunden. Beides führte zu einer starken Abkühlung zwischen den Ländern. Aber 1902 bis 1905 kam es wieder zur Annäherung. Die ganze Entwicklung hemmte den politischen Skandinavismus und förderte gleichzeitig den Kulturskandinavismus als Reaktion darauf. Hinzu kam, dass die Russifizierungspolitik des Zarenreichs in Finnland und die deutsche Minoritätenpolitik in Schleswig das Interesse an besserer Zusammenarbeit in Dänemark und Schweden stimulierten. In Norwegen überwog dagegen die Skepsis. Neue Nahrung bekam der Skandinavismus durch die Eingliederung der 1864 eroberten Gebiete in den preußischen Staat und das deutsche Kaiserreich und durch die Auflösung des finnischen Landtags durch den Zaren 1899. Die ausländischen Feindbilder wurden zum festen Bestandteil skandinavistischer Rhetorik.
Man begann sich vom sogenannten „alten Skandinavismus“ als illusionär abzusetzen und schuf die Bezeichnung „Neuskandinavismus“ (Nyskandinavisme) sowie besondere Bezeichnungen wie „Pädagogischer Skandinavismus“, „Ökonomischer Skandinavismus“, „Fachskandinavismus“. Der Neuskandinavismus wurde 1899 in Abgrenzung zum alten politischen Skandinavismus eingeführt. Es kam auch unter Leitung des Juristen Julius Lassen zu dem Vorschlag, ein gemeinsames nordisches Zivilgesetzbuch zu schaffen. Doch der Norweger Bernt Lie stellte schon damals fest, dass der neue Skandinavismus im Kern kein anderes Ziel habe als der alte. Was man aus dem Skandinavismus gelernt habe, sei die Furcht vor nordischen Einheitsphantasien. Zentrale Frage in Norwegen war das Verhältnis zu Schweden. Solange dort die Norweger als das schlechtere Volk gelten, sei es für Norwegen ehrenrührig, irgendeine Union, sei es mit Schweden, sei es mit Dänemark, einzugehen. Es müsse erst die bestehende Union mit Schweden aufgelöst werden. Dann könne man eine schwedisch-norwegische Verteidigungsgemeinschaft ins Auge fassen, besser noch einen nordischen Neutralitätsverbund. Die Skepsis in Norwegen gegen den Skandinavismus war groß. Einer der wenigen Verteidiger von Bedeutung war Sophus Bugge, der 1903 vor Studenten in Christiania eine Rede „Samholt i Norden“ hielt, die in allen skandinavischen Ländern als Sonderdruck erschien und viel Aufmerksamkeit erregte. Er griff als Sprachforscher auf die ursprünglich gemeinsame Sprache zurück, vertrat einen unpolitischen Skandinavismus, der nicht Einheit, sondern Einigkeit und gegenseitiges Verständnis zum Ziel habe. Die Resonanz war sogar in Norwegen durchweg positiv.
Auch Frauen waren im neuen Skandinavismus aktiv. Sie waren in der Bewegung sehr erwünscht, denn viele waren Erzieherinnen, die die Bürger der nächsten Generation beeinflussen sollten. Ellen Key veröffentlichte 1899 Svensk eller Storsvensk Patriotism?, worin sie zu dem Schluss kam, dass die Voraussetzung für einen Fortschritt im Patriotismus erst zu erreichen sei, wenn der schwedisch-norwegische Unionsstreit beigelegt sei. Die Ausführungen trafen in Schweden auf Protest. 1906, also nach Auflösung der Union, hielt sie in der Schrift Några tankar om skandinavismens fremtid (dt. Einige Gedanken über die Zukunft des Skandinavismus) trotz der nun ausgebrochenen schwedischen Feindseligkeit gegenüber Norwegen an ihrer Vision einer Verbrüderung fest. In einer Rede vom 7. Dezember 1905 in Stockholm rief sie die Schweden dazu auf, vom ständigen Wettlauf unter den skandinavischen Nationen abzulassen und die Zusammenarbeit neu ins Auge zu fassen. Fernziel müssten die Vereinigten Staaten von Europa werden.

## Der Zusammenbruch 1905
Die Auflösung der schwedisch-norwegischen Union am 7. Juni 1905 führte zu einem Zusammenbruch des Skandinavismus. Die meisten Kongresse und Begegnungen wurden nacheinander abgesagt. Obgleich sich das offizielle Norwegen und auch Schweden korrekt verhielten, entstand in der schwedischen Gesellschaft eine breite Ablehnung gegen jegliche zivile Zusammenarbeit. Der Zorn richtete sich sowohl gegen Norwegen als auch gegen Dänemark. Der Enthusiasmus schlug um in Distanzierung und sogar Verachtung. Er richtete sich nun auf die innere Konsolidierung der schwedischen Nation. Aber einige Begegnungen blieben erhalten. So kam es im Herbst 1905 zu einem Schultreffen in Kopenhagen. Andere Treffen wurden zwar durchgeführt, aber von Norwegen oder Schweden boykottiert, wie der Historikerkongress vom Juni 1905 in Lund. Die wirtschaftlichen Begegnungen wie das Treffen der Nordischen „Schiffsreedervereinigung“ und der „Nordischen Holzhandels-Union“ blieben aber. In Dals-Ed wurde eine religiöse schwedisch-norwegische Begegnung mit gemeinsamem Friedensgebet abgehalten. Viele der enthusiastischsten Verfechter des Skandinavismus in Schweden wurden nun dessen erbittertste Gegner. Von norwegischer und dänischer Seite wurde demgegenüber hervorgehoben, dass die Unionsauflösung die Voraussetzung für eine bessere Zusammenarbeit zwischen nunmehr gleichwertigen Partnern sei. Die schwedische Verbitterung war nicht nur auf die Unionsauflösung als solche, sondern auch auf die Art und Weise zurückzuführen, die als Vertrauensbruch empfunden wurde. Wegen der norwegischen Befestigungen an der schwedischen Grenze drohte ein Krieg zwischen beiden Ländern. Schließlich wurde es zur staatsbürgerlichen Pflicht in Norwegen, sich aus der skandinavischen Zusammenarbeit zurückzuziehen. Der öffentliche Druck, diese Linie kompromisslos zu vertreten, wuchs immer mehr. Der erste Boykott traf die Nordischen Spiele im Februar 1905 in Stockholm, obgleich sich viele dagegen aussprachen, Politik und Sport zu vermengen.
Zwar gab es auch nach dem 7. Juni 1905 noch vereinzelte überzeugte Vertreter des Skandinavismus in Schweden. Ellen Key, Carl Lindhagen, Fridtjuv Berg und Adolf Hedin waren die bedeutendsten. Sie waren aber ziemlich isoliert. Der anti-skandinavistische Kurs setzte sich durch.
Die ausländischen skandinavischen Vereine waren ebenfalls betroffen. Der Konflikt schlug erst im Herbst 1905 und im Frühjahr 1906 auf sie durch. In Minneapolis feierten noch die norwegischen und schwedischen Amerikaner zusammen. König Oscar und Präsident Roosevelt übersandten Grüße. Es war die erste und letzte gemeinsame Feier. In Berlin, Hamburg, London, Paris und Rom traten die Norweger aus den Vereinen aus, und diese wurden in schwedische Vereine umbenannt. Aber in Hamburg wurde gleichzeitig die „Gustav-Adolfs-Kirche“ als skandinavische Seemannskirche mit Seemannsheim errichtet. Solche Seemannsheime gab es außerdem in Liverpool, Hull, Rotterdam und Marseille.
Auch zwischen Schweden und Dänemark kam es zu Spannungen. Die Dänen konstatierten Schadenfreude über die Unionsauflösung und eine mit einem Schwedenhass gekoppelte Norwegen-Sympathie, insbesondere unter dem Eindruck der Verhandlungen über Wahl des dänischen Prinzen Carl zum norwegischen König.
Bei der Krönung des norwegischen Königs im Juni 1906 in Trondheim war Schweden mit der kleinstmöglichen Delegation vertreten. Nach dem Tod Oskars II. 1907 wünschte man in Schweden, dass Norwegen seine diplomatische Vertretung so klein wie möglich halte. Auch der Vertrag Norwegens mit den Großmächten Deutschland, Russland, Frankreich und Großbritannien über eine Garantie seiner Integrität vom 12. November 1907 wurde als antischwedischer Akt aufgefasst, obgleich im Vertrag keine Nation erwähnt ist, und verschlechterte die Beziehungen weiter.

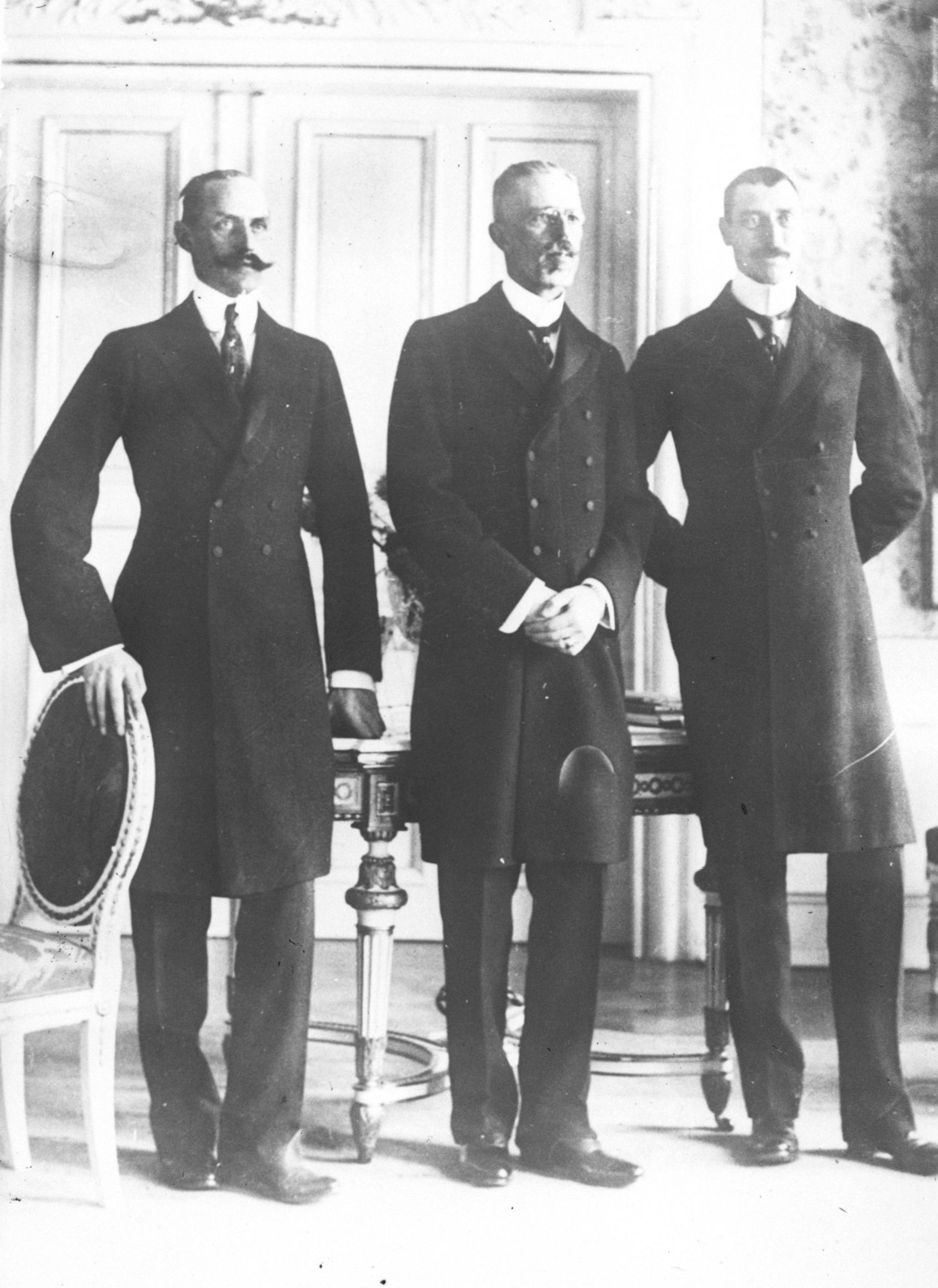
Treffen der drei skandinavischen Könige in Malmö im Dezember 1914. Von links nach rechts: Haakon VII. von Norwegen, Gustav V. von Schweden, Christian X. von Dänemark

Es kam auch zum Bruch zwischen den Königshäusern, der bis zum Dreikönigstreffen 1914 in Malmö anhielt. Die Gegner waren nahe Verwandte. Der schwedische König Oskar II. war Großonkel des dänischen Prinzen und späteren norwegischen König Carl, gekrönt als Håkon VII. Sie trafen sich ab 1905 nicht mehr, abgesehen von einer Begegnung im Herbst 1906. Der dänische König Christian IX. starb im Januar 1906. Sein Begräbnis wurde zum Problem. Håkon VII. musste inkognito durch Schweden reisen, und König Gustav kam nicht, sondern seine Söhne. Die wichtigen Dreikönigstreffen fanden 1914 in Malmö und 1917 in Christiania statt. Das Verhältnis blieb empfindlich bis zur völligen Aussöhnung bei der Hochzeit zwischen Kronprinz Olav und Prinzessin Märtha 1929.

## Der Skandinavismus bis zum Zweiten Weltkrieg
1914 wurde das Klima versöhnlicher, war aber immer noch sehr empfindlich. Die erste größere Delegation aus Schweden seit 1905 kam zur Jubiläumsausstellung für die norwegische Verfassung im Frognerpark. Bedingung von schwedischer Seite war, dass nichts Politisches vorgetragen werde. Staatsminister Gunnar Knudsen hielt trotzdem eine politische Rede über das schwierige norwegisch-schwedische Verhältnis nach 1905. Beide Seiten empfanden das als peinlich, und die Presse gab die Rede nicht wieder.
Erst während des Ersten Weltkrieges kam es wieder zu gemeinsamen Haltungen in der Neutralitätsfrage, einer Ausweitung des Handels und häufigeren Treffen der Könige. Im Ersten Weltkrieg blieben alle drei skandinavischen Staaten neutral. Allerdings gab es Unterschiede. Schweden neigte eher der deutschen Seite zu, während das Verhältnis Dänemarks zu Deutschland aufgrund der Nordschleswig-Frage nicht spannungsfrei war. Norwegen war als Fischereination auf den freien Zugang zur See angewiesen und konnte sich daher keinen Konflikt mit der dominierenden Seemacht Großbritannien erlauben.
Nach dem Ersten Weltkrieg wurde auch das unabhängig gewordene Finnland einbezogen. Man entwickelte gemeinsame Neutralitätsregeln. Aber auf dem Treffen der Regierungschefs 1939 in Stockholm kam es zu keiner gemeinsamen Sicherheitspolitik. Die Zusammenarbeit beschränkte sich auf die Intensivierung einer gemeinsamen Wirtschafts-, Kultur und Sozialpolitik sowie der Gesetzgebung.
Im Zweiten Weltkrieg kam der Begriff in der schwedischen Öffentlichkeit erneut auf bei Diskussionen über eine Politik gegenüber Deutschland und den von Deutschland besetzten Nachbarländern Norwegen und Dänemark. Zunächst verhielt sich Schweden neutral. Nach der Niederlage der deutschen Truppen in Finnland Ende 1944, dem sowjetisch-finnischen Waffenstillstand und dem sowjetischen Vormarsch in Nordnorwegen entschloss sich Schweden, doch noch Truppen zur Befreiung Norwegens und Dänemarks in Marsch zu setzen, wozu es jedoch 1945 nicht mehr kam.

## Gegenwart

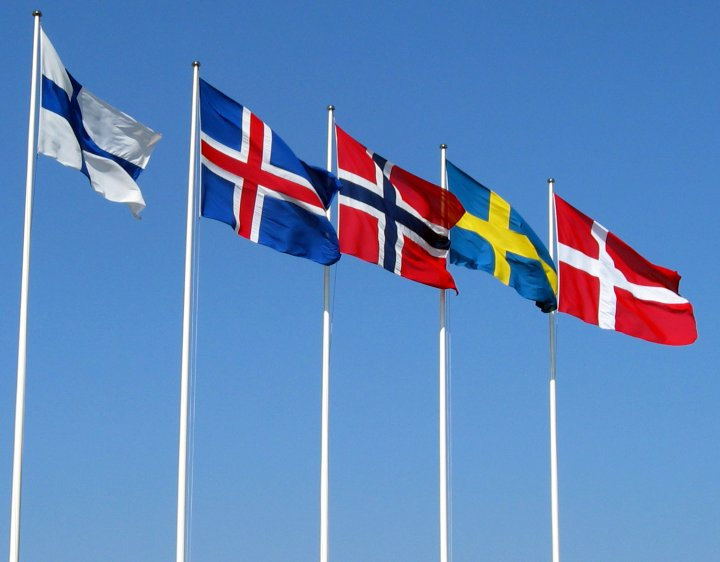
Nordische Flaggen

Die nordische Zusammenarbeit musste ab 1948 jedoch wieder Rückschritte hinnehmen. So scheiterte der Plan einer Nordischen Verteidigungsunion an der Weigerung Schwedens, US-amerikanische Waffensysteme zu kaufen, woraufhin Dänemark, Norwegen und Island 1949 den bisher in den nordischen Ländern verfolgten Neutralitätskurs aufgaben und zu Gründungsmitgliedern der NATO wurden, während Schweden und Finnland an der militärischen Neutralität festhielten. Auch die Pläne, mit Nordek (einschließlich Finnland) und später mit Skandek (ohne Finnland) eine wirtschaftliche Zusammenarbeit der nordischen bzw. skandinavischen Länder als Gegengewicht zur wachsenden Europäischen Gemeinschaft zu etablieren, scheiterten Anfang der 1970er Jahre.
Gegenwärtig findet der Skandinavismus seinen Ausdruck unter anderem im Nordischen Rat, in dem die Parlamente der nordischen Länder und autonomen Regionen zusammenarbeiten. Von diesem wird unter anderem jährlich sein renommierter Literaturpreis als wichtigste Auszeichnung für skandinavische Literatur verliehen. Seit 1971 gibt es mit dem Nordischen Ministerrat zudem eine enge Abstimmung auf Regierungsebene. Die westnordischen Länder und Regionen Island, Grönland und die Färöer arbeiten seit 1985 im Westnordischen Rat zusammen. Seit 1999 präsentieren sich die nordischen Länder mit einem gemeinsamen Botschaftsgebäude in Berlin. Die öffentlich-rechtlichen Rundfunkgesellschaften Nordeuropas arbeiten seit 1959 in der Nordvision zusammen. Bereits seit 1954 wird zwischen den Ländern Dänemark (ohne Färöer und Grönland), Schweden, Finnland und Norwegen im Rahmen der Nordischen Passunion auf regelmäßige Grenzkontrollen verzichtet.
Als Nichtregierungsorganisation ist in den einzelnen nordischen Ländern (auch in Südschleswig) zudem der bereits 1919 gegründete Foreningen Norden/Föreningen Norden (dt. Verein Norden) aktiv, der auf zivilgesellschaftlicher Ebene eine Reihe von inter-nordischen Projekten initiiert hat.